# Dénes Dibusz
Dénes Dibusz (Pécs, 16 de novembre de 1990) és un futbolista professional hongarès que juga com a porter pel Ferencvárosi TC.
El 31 de maig de 2016 es va anunciar que el seleccionador Bernd Storck l'havia inclòs en l'equip definitiu d'Hongria per disputar l'Eurocopa 2016.

## Carrera de club

### Ferencváros
El 20 de maig de 2015, el Ferencváros va vèncer el Videoton per 4-0 al Groupama Arena a la final de la Magyar Kupa 2014–1.

## Estadístiques de club
| Club            | Temporada | Lliga   | Lliga | Copa    | Copa | Copa de la Lliga | Copa de la Lliga | Europa  | Europa | Total   | Total |
| Club            | Temporada | Partits | Gols  | Partits | Gols | Partits          | Gols             | Partits | Gols   | Partits | Gols  |
| --------------- | --------- | ------- | ----- | ------- | ---- | ---------------- | ---------------- | ------- | ------ | ------- | ----- |
| Pécs            |           |         |       |         |      |                  |                  |         |        |         |       |
| 2008–09         | 1         | 0       | 0     | 0       | 0    | 0                | 0                | 0       | 1      | 0       |       |
| 2010–11         | 29        | 0       | 2     | 0       | 0    | 0                | 0                | 0       | 31     | 0       |       |
| 2011–12         | 30        | 0       | 2     | 0       | 0    | 0                | 0                | 0       | 32     | 0       |       |
| 2012–13         | 29        | 0       | 0     | 0       | 3    | 0                | 0                | 0       | 32     | 0       |       |
| 2013–14         | 10        | 0       | 0     | 0       | 4    | 0                | 0                | 0       | 14     | 0       |       |
| Total           | 99        | 0       | 4     | 0       | 7    | 0                | 0                | 0       | 110    | 0       |       |
| Barcs           |           |         |       |         |      |                  |                  |         |        |         |       |
| 2009–10         | 20        | 0       | 1     | 0       | 0    | 0                | 0                | 0       | 21     | 0       |       |
| Total           | 20        | 0       | 1     | 0       | 0    | 0                | 0                | 0       | 21     | 0       |       |
| Ferencvárosi TC |           |         |       |         |      |                  |                  |         |        |         |       |
| 2013–14         | 13        | 0       | 0     | 0       | 3    | 0                | 0                | 0       | 16     | 0       |       |
| 2014–15         | 30        | 0       | 2     | 0       | 1    | 0                | 4                | 0       | 37     | 0       |       |
| Total           | 43        | 0       | 2     | 0       | 4    | 0                | 4                | 0       | 53     | 0       |       |
| Career Total    |           | 162     | 0     | 7       | 0    | 11               | 0                | 4       | 0      | 184     | 0     |

Actualitzat a 10 desembre 2014.

## Palmarès
Ferencváros
- Magyar Kupa: 2014–15